# Alfred Zijai
Alfred Zijai, né le 7 février 1961 à Vlorë et décédé le 11 février 2013, est un footballeur albanais.

## Biographie
Milieu de terrain, il joue toute sa carrière avec l'équipe de Vlorë (1979-1991), remportant la coupe d'Albanie à deux reprises (1985 et 1988) et le championnat d'Albanie en 1991.
Il est sélectionné trois fois en équipe nationale (1986-1987). Il reçoit sa première sélection en équipe nationale le 15 octobre 1986 contre l'Autriche.
Après sa retraite, il entre au comité exécutif de la Fédération albanaise de football et fonde l'Organisation de futsal d'Albanie.

## Palmarès
- Champion d'Albanie en 1991 avec le Flamurtari Vlorë
- Vainqueur de la Coupe d'Albanie en 1985 et 1988 avec le Flamurtari Vlorë